# Colonna sonora di Resident Evil 7: Biohazard
La colonna sonora di Resident Evil 7: Biohazard, videogioco di tipo avventura dinamica, sparatutto in prima persona, rompicapo e survival horror del 2017, è stata realizzata dalla squadra di compositori di Capcom (sviluppatore ed editore del gioco), formata da Akiyuki Morimoto, Miwako Chinone e Satoshi Hori, ai quali si sono poi aggiunti Cris Velasco e Brian D'Oliveira. La sigla d'introduzione è stata scritta da Michael A. Levine ed eseguita da Jordan Reyne; si tratta di una versione modificata della tradizionale canzone folk americana Go Tell Aunt Rhody del XVIII secolo, cantata dalla figliastra di Levine, Mariana Barreto. La canzone ha attraversato circa 20 versioni fino alla versione finale. Una versione digitale della colonna sonora è stata pubblicata assieme al gioco da Sumthing Else Music Works.

## Tracce
Sono presenti 81 tracce in totale.
1. Go Tell Aunt Rhody (versione completa) – 2:54 (Michael A. Levine)
2. A Loving Message – 1:18 (Akiyuki Morimoto)
3. On the Road – 1:06 (Akiyuki Morimoto)
4. Atmosphere - Swamp Encounter – 1:49 (Akiyuki Morimoto)
5. Lost Memories – 0:44 (Akiyuki Morimoto)
6. Sinking Feeling – 0:49 (Akiyuki Morimoto)
7. Into Madness – 1:25 (Akiyuki Morimoto)
8. Kill or Be Killed – 2:00 (Akiyuki Morimoto)
9. Haunted House – 2:10 (Akiyuki Morimoto)
10. Back for More – 1:51 (Akiyuki Morimoto)
11. Love to Death – 1:44 (Akiyuki Morimoto)
12. Welcome to the Family – 1:38 (Akiyuki Morimoto)
13. Dinner Time – 1:21 (Miwako Chinone)
14. Out of Sight – 2:25 (Miwako Chinone)
15. Out in the Open – 2:11 (Miwako Chinone)
16. Garage – 3:34 (Miwako Chinone)
17. Main Hall – 0:16 (Satoshi Hori)
18. A Curious Light – 1:00 (Satoshi Hori)
19. Hide and Seek – 2:05 (Satoshi Hori)
20. Daddy's Back – 2:07 (Miwako Chinone)
21. Molded 1 – 2:53 (Akiyuki Morimoto)
22. Tearing at the Flash – 1:32 (Miwako Chinone)
23. Claws of Death – 3:27 (Miwako Chinone)
24. Into the Night – 0:21 (Miwako Chinone)
25. Saferoom – 2:54 (Miwako Chinone)
26. Atmosphere - The Nest – 2:07 (Brian D'Oliveira)
27. Brief Reunion – 0:22 (Satoshi Hori)
28. Escaping the Pit – 1:24 (Satoshi Hori)
29. Unholy Shrine – 0:33 (Satoshi Hori)
30. Keeper of the Greenhouse 1 – 2:44 (Satoshi Hori)
31. Keeper of the Greenhouse 2 – 2:34 (Satoshi Hori)
32. The Forbidden Room – 2:58 (Brian D'Oliveira)
33. Tatari – 1:42 (Brian D'Oliveira)
34. Molded II – 2:37 (Miwako Chinone)
35. Bad Boy Game – 2:11 (Satoshi Hori)
36. White Room – 2:25 (Akiyuki Morimoto)
37. "Sacrifice" by The Sewer Gatorz – 2:18 (Satoshi Hori)
38. Apprehension – 1:54 (Cris Velasco)
39. So Close Yet So Far – 2:13 (Cris Velasco)
40. Face to Face – 0:52 (Miwako Chinone)
41. The Beast – 3:45 (Cris Velasco)
42. Not Over Yet – 1:03 (Cris Velasco)
43. The Choice - Love – 1:22 (Satoshi Hori)
44. Go Tell Aunt Rhody (versione breve) – 0:43 (Michael A. Levine)
45. Menù principale – 3:02 (Miwako Chinone)
46. Short-Lived Escape - Torn Apart – 0:40 (Satoshi Hori)
47. Into the Wreckage – 0:37 (Akiyuki Morimoto)
48. E-001 I – 0:55 (Satoshi Hori)
49. E-001 II – 0:55 (Satoshi Hori)
50. Proceed with Caution – 2:12 (Miwako Chinone)
51. Molded III – 2:41 (Miwako Chinone)
52. E-001 III – 1:00 (Satoshi Hori)
53. Dire State of Affairs – 2:41 (Satoshi Hori)
54. The Breaking Point – 3:06 (Akiyuki Morimoto)
55. Sense of Dread – 2:57 (Akiyuki Morimoto)
56. Death of a Friend – 0:49 (Akiyuki Morimoto)
57. Calm Before the Storm – 2:12 (Akiyuki Morimoto)
58. Biohazard – 0:36 (Akiyuki Morimoto)
59. Determination – 2:07 (Miwako Chinone)
60. The Sad Truth – 1:59 (Miwako Chinone)
61. Selfless Act – 1:13 (Satoshi Hori)
62. Salt Mine – 1:22 (Brian D'Oliveira)
63. Molded IV – 2:30 (Brian D'Oliveira)
64. Ascending from the Darkness – 2:35 (Brian D'Oliveira)
65. Molded V – 2:40 (Satoshi Hori)
66. Floating In-Between – 3:06 (Miwako Chinone)
67. Temper Tantrum – 1:27 (Satoshi Hori)
68. Daidara-bocchi – 3:18 (Akiyuki Morimoto)
69. Ending - Reunited – 2:00 (Akiyuki Morimoto)
70. The Choice - Freedom – 1:58 (Akiyuki Morimoto)
71. Short-Lived Escape - Lost Freedom – 1:05 (Akiyuki Morimoto)
72. The Grudge – 2:37 (Akiyuki Morimoto)
73. Ending - Last Goodbye – 2:21 (Akiyuki Morimoto)
74. Title Menu - Beginning Hour – 1:31 (Akiyuki Morimoto)
75. A Presence - Beginning Hour – 2:07 (Akiyuki Morimoto)
76. Phone Call - Beginning Hour – 1:51 (Akiyuki Morimoto)
77. You're Next - Beginning Hour – 1:47 (Akiyuki Morimoto)
78. Thank You for Playing - Beginning Hour – 0:26 (Akiyuki Morimoto)
79. VR Tutorial – 1:48 (Akiyuki Morimoto)
80. Happy Happy Birthday – 0:12 (Miwako Chinone)
81. You Are Dead – 0:19 (Akiyuki Morimoto)

Durata totale: 148:03